# Asakusabashi
Asakusabashi (浅草橋) est un quartier de Tokyo, situé dans l'arrondissement de Taitō.
Le quartier est connu pour ses grandes boutiques spécialisées dans la vente de poupées japonaises traditionnelles. Il héberge également une très grande concentration de magasins de perles.
Le campus de Ryuhoku du lycée franco-japonais y a été présent jusqu'en 2012.